# Fermana Calcio 1994-1995
Questa pagina raccoglie le informazioni riguardanti la Fermana Calcio nelle competizioni ufficiali della stagione 1994-1995.

## Rosa
| N. |                   | Ruolo | Calciatore          |
| -- | ----------------- | ----- | ------------------- |
|    | Italia (bandiera) | P     | Giancarlo Beni      |
|    | Italia (bandiera) | P     | Davide Bertaccini   |
|    | Italia (bandiera) | D     | Stefano Bettella    |
|    | Italia (bandiera) | C     | Mauro Buratti       |
|    | Italia (bandiera) | A     | Gino Clementi       |
|    | Italia (bandiera) | C     | Massimo Cocciari    |
|    | Italia (bandiera) | C     | Cristiano Di Loreto |
|    | Italia (bandiera) | C     | Fabio Di Venanzio   |
|    | Italia (bandiera) | A     | Francesco Filippone |
|    | Italia (bandiera) | A     | Piero Mancuso       |

| N. |                   | Ruolo | Calciatore          |
| -- | ----------------- | ----- | ------------------- |
|    | Italia (bandiera) | A     | Mauro Meluso        |
|    | Italia (bandiera) | D     | Francesco Miccoli   |
|    | Italia (bandiera) | D     | Michele Moscetta    |
|    | Italia (bandiera) | C     | Marco Pennacchietti |
|    | Italia (bandiera) | A     | Stefano Protti      |
|    | Italia (bandiera) | C     | Massimo Ruscitti    |
|    | Italia (bandiera) | C     | Massimo Scoponi     |
|    | Italia (bandiera) | C     | Stefano Silenzi     |
|    | Italia (bandiera) | D     | Claudio Tridici     |
|    | Italia (bandiera) | C     | Leandro Vessella    |

## Risultati

### Campionato

#### Girone di andata
| 4 settembre 1994 1ª giornata | Fermana | 1 – 0 | Cecina |  |

| 11 settembre 1994 2ª giornata | Rimini | 3 – 2 | Fermana |  |

| 18 settembre 1994 3ª giornata | Fermana | 1 – 0 | Forlì |  |

| 25 settembre 1994 4ª giornata | Ponsacco | 2 – 1 | Fermana |  |

| 2 ottobre 1994 5ª giornata | Maceratese | 1 – 1 | Fermana |  |

| 9 ottobre 1994 6ª giornata | Fermana | 1 – 0 | Livorno |  |

| 16 ottobre 1994 7ª giornata | Fano | 2 – 1 | Fermana |  |

| 23 ottobre 1994 8ª giornata | Fermana | 1 – 1 | Cittadella |  |

| 30 ottobre 1994 9ª giornata | Teramo | 2 – 1 | Fermana |  |

| 6 novembre 1994 10ª giornata | Fermana | 1 – 0 | Poggibonsi |  |

| 13 novembre 1994 11ª giornata | Vis Pesaro | 2 – 2 | Fermana |  |

| 20 novembre 1994 12ª giornata | Fermana | 0 – 1 | Montevarchi |  |

| 27 novembre 1994 13ª giornata | Fermana | 2 – 2 | Giorgione |  |

| 4 dicembre 1994 14ª giornata | Baracca Lugo | 2 – 1 | Fermana |  |

| 11 dicembre 1994 15ª giornata | Fermana | 0 – 0 | Giulianova |  |

| 18 dicembre 1994 16ª giornata | Castel di Sangro | 1 – 1 | Fermana |  |

| 23 dicembre 1994 17ª giornata | Fermana | 0 – 0 | San Donà |  |

#### Girone di ritorno
| 15 gennaio 1995 18ª giornata | Cecina | 0 – 1 | Fermana |  |

| 22 gennaio 1995 19ª giornata | Fermana | 0 – 0 | Rimini |  |

| 29 gennaio 1995 20ª giornata | Forlì | 2 – 0 | Fermana |  |

| 19 febbraio 1995 21ª giornata | Fermana | 4 – 1 | Ponsacco |  |

| 26 febbraio 1995 22ª giornata | Fermana | 1 – 1 | Maceratese |  |

| 5 marzo 1995 23ª giornata | Livorno | 5 – 0 | Fermana |  |

| 12 marzo 1995 24ª giornata | Fermana | 2 – 1 | Fano |  |

| 19 marzo 1995 25ª giornata | Cittadella | 1 – 1 | Fermana |  |

| 26 marzo 1995 26ª giornata | Fermana | 2 – 2 | Teramo |  |

| 2 aprile 1995 27ª giornata | Poggibonsi | 1 – 0 | Fermana |  |

| 9 aprile 1995 28ª giornata | Fermana | 2 – 1 | Vis Pesaro |  |

| 15 aprile 1995 29ª giornata | Montevarchi | 3 – 1 | Fermana |  |

| 23 aprile 1995 30ª giornata | Giorgione | 0 – 0 | Fermana |  |

| 30 aprile 1995 31ª giornata | Fermana | 2 – 1 | Baracca Lugo |  |

| 7 maggio 1995 32ª giornata | Giulianova | 4 – 0 | Fermana |  |

| 14 maggio 1995 33ª giornata | Fermana | 1 – 0 | Castel di Sangro |  |

| 21 maggio 1995 34ª giornata | San Donà | 2 – 1 | Fermana |  |